# Архимандрит Теодосије (Мељник)
Теодосије (световно Теодор Ефимович Мељник; Камјањец-Подиљски, 8. фебруар 1891 — Манастир Високи Дечани, 18. јул 1957) био је истакнути архимандрит Српске православне цркве, игуман Манастира Дечана и духовник.

## Биографија
Архимандрит Теодосије (Мељник) рођен је 8. фебруара 1891. године у Камјањцу Подиљском, у сељачкој породици. По завршетку основне школе, као искушеник је ушао у Кијевско-печерску лавру. Године 1914. мобилисан је у активну војску и служио је у артиљерији. За време Првог светског рата 1914. године био је одликован Георгијевским крстовима  другог, трећег и четвртог степена и Георгијевским ордењем.
Године 1919. вратио се у Кијевско-печерску лавру. Исте године постао је келејник митрополита Антонија (Храповицкога), којег је цео живот поштовао као оца. Са њим је отишао у изгнанство. Замонашен је 1921. године а потом и рукоположен у чин јерођакона а потом у чин јеромонаха. Од 1922. до 1940. био је помоћник ректора руске православне парохије у Сремским Карловцима, која је у суштини била кућна црква у митрополитским одајама.
Произведен је у чин игумана 11. априла 1930. године, а 26. августа 1932. године уздигнут је у чин архимандрита. После смрти митрополита Антонија, неко време је био келејник митрополита Анастасија (Грибановскога). Био је учесник Другог сведијаспорског сабора у Сремским Карловцима, 1938. године.
На хитну молбу патријарха српског Гаврила (Дожића), одређен је да помаже епископу Митрофану (Абрамову) за исповедника монашке школе у Манастири Високи Дечани. Године 1940. прелази под контролу Српске православне цркве и постаје игуман манастира Дечани.
Током Другог светског рата несебично је спасавао Дечанску лавру од претње уништења од оружаних банди и остао њен игуман до своје смрти. Упокојио се 18. јула 1957. године у манастиру Високи Дечани. По тестаменту, сахрањен је у Иверској капели на Новом гробљу у Београду поред свог учитеља митрополита Антонија.